# Alija Izetbegović
Alija Izetbegović, bosanski aktivist, politik, pisatelj, odvetnik, filozof, predsednik Republike Bosne in Hercegovine, * 8. avgust 1925, Bosanski Šamac, Kraljevina SHS, † 19. oktober 2003, Sarajevo, BiH.
Izetbegović se je rodil v Bosanskem Šamcu v družino nekdanjih posestnikov, leta 1861 priseljenih iz Beograda. Družina se je leta 1928 preselila v Sarajevo, kjer je Izetbegović dokončal moško realko. 
V svoji mladosti se je boril za pravice muslimanov za svojo vero. S svojimi 16 leti se je pridružil organizaciji Mladi muslimani v Sarajevu in nato kolaboracionistični nemški SS diviziji Waffen-SS Handschar. Zaradi svojega fašističnega in antikomunističnega delovanja je bil dvakrat zaprt. Prvič je bil s tremi leti zaporne kazni leta 1946 zaradi delovanja v islamskem časopisu Mudžahid, kjer je pisal o islamu in Muslimanih v Jugoslaviji, drugič leta 1983 s šestimi leti zaporne kazni v režiranem procesu. Po odsluženih petih letih in osmih mesecih je bil leta 1988 izpuščen iz zapora. Med tem časom so izšli njegovi spisi Bilješke iz zatvora: 1983-1988, ki so analiza najmočnejših ideologij 20. stoletja, med njimi tudi komunizma, fašizma, kapitalizma in njihov odnos do islama.
Alija Izetbegović je umrl v starosti 78 let. Njegov pogreb je spremljalo več tisoč ljudi. Poklonili so se mu tudi številni tuji diplomati. Richard Holbrooke je na njegovem pogrebu izrekel: »Če ne bi bilo Alije Izetbegovića, danes ne bi bilo Bosne in Hercegovine!«. Na svojo željo je bil pokopan na sarajevskem pokopališču Kovaći, ob borcih v vojni za Bosno in Hercegovino.
Je prejemnik številnih nagrad med drugimi tudi nagrade Centra za demokracijo iz Washingtona, naslova častnega doktorja prava za zaščito ljudi in boj za mir s strani Carigrajske univerze.
Njegov sin Bakir Izetbegović je bil od leta 2010 do 2018 član predsedstva Bosne in Hercegovine.

## Njegova najpomembnejša dela
- Islam med vzhodom in zahodom, 1996
- Islamska deklaracija, 1990
- Moj beg v prostost, 1999
- Spomini – avtobiografija, 2000